# Tiporus georginae
Tiporus georginae är en skalbaggsart som beskrevs av Watts 2000. Tiporus georginae ingår i släktet Tiporus och familjen dykare. Inga underarter finns listade i Catalogue of Life.